# Leane Suniar
Leane Suniar Manurung (* 4. Februar 1948 in Jakarta; † 21. November 2021 ebenda) war eine indonesische Bogenschützin.

## Karriere
Leane Suniar belegte bei den Olympischen Sommerspielen 1976 in Montreal Einzelwettkampf den neunten Platz. Mit einer Punktzahl von 2352 Punkten stellte sie einen nationalen Rekord auf.
Nach ihrer sportlichen Laufbahn wurde sie Dozentin für Ernährungswissenschaft an der Medizinischen Fakultät der Universitas Kristen Indonesia. Bei den Asienspielen 2018 in Jakarta war Suniar Vorsitzende des Dopingkontrollkommission.
2019 erkrankte Suniar an Darmkrebs und starb an den Folgen der Krankheit am 21. November 2021.